# Colostygia deviridata
Colostygia deviridata är en fjärilsart som beskrevs av Embrik Strand 1901. Colostygia deviridata ingår i släktet Colostygia och familjen mätare. Inga underarter finns listade i Catalogue of Life.